# Ugnouas
Ugnouas é uma comuna francesa na região administrativa de Occitânia, no departamento dos Altos Pirenéus. Estende-se por uma área de 1,59 km². Em 2010 a comuna tinha 83 habitantes (densidade: 52,2 hab./km²).